# Макс Моузли
Макс Руфъс Моузли (на английски: Max Rufus Mosley) е британски спортен деятел, сред най-важните и популярни личности в света на „Формула 1“, бивш автомобилен пилот, президент на Международната автомобилна асоциация (ФИА) от 1993 до 2009 г.

## Биография
Роден е в Лондон, Англия през 1940 г. като 2-ри син на основателя на Съюза на британските фашисти Освалд Мозли. Поради произхода си няма шанс за успешна политическа кариера. Завършва физика в Оксфорд през 1961 г., има диплома на юрист от 1964 г.
Участва като пилот в 40 национални автомобилни серии, 12 от които печели, през 1967-1968 г. Има няколко участия като пилот в серии, вкл. в тима на Франк Уилямс, във „Формула 2“. През 1969 г. окончателно прекратява пилотската си кариера и е съосновател на компанията „Марч“ – конструктор и отбор от „Формула 1“.
През 1970-те години е представител на „Марч“ в Асоциацията на конструкторите във „Формула 1“ (ФОКА, Formula one constructors association) и представител на ФОКА с Бърни Екълстоун във ФИА. През 1991 г. става президент на ФИСА (FISA) - спортния комитет на ФИА, ръководил „Формула 1“ по онова време. През 1993 г. наследява Жан-Мари Балестре на поста президент на ФИА, който заема до 2009 г.